# Democracy in Europe Movement 2025
Democracy in Europe Movement 2025 (en español: 'Movimiento Democracia en Europa 2025', abreviado DiEM25), es una alianza política europea impulsada por el exministro de economía griego Yanis Varoufakis, que se ha propuesto como objetivo la democratización de las instituciones europeas desde la izquierda. El movimiento cuenta con el apoyo de intelectuales, activistas y políticos europeos como Julian Assange, el filósofo italiano Toni Negri, la socióloga neerlandesa Saskia Sassen, el músico inglés Brian Eno, el economista estadounidense James Galbraith, el exparlamentario laborista Stuart Holland o el filósofo esloveno Slavoj Žižek, entre otros.
El acrónimo DiEM refiere al carpe diem romano. Sostienen que no hay que desaprovechar «hoy» el momento de organizarse a nivel continental, ya que consideran «obsoleto el modelo de partidos nacionales que forman alianzas frágiles en el Parlamento Europeo», por lo que sería necesario que cristalice pronto un movimiento paneuropeo de nuevo tipo, capaz de hacer frente a la gran crisis económica, política y social que Europa estaría enfrentando. En su análisis, esta crisis amenaza con desintegrar Europa y tendría características similares a la Gran Depresión experimentada en la de década de 1930.

## Historia
El movimiento se presentó el 9 de febrero de 2016 en el Volksbühne am Rosa-Luxemburg-Platz de Berlín. Su lanzamiento estaba inicialmente planificado para noviembre de 2015, pero, según Varoufakis,  atentados de París lo retrasaron. El acto fundacional de Berlín también contó con el discurso de Ada Colau, así como la participación de Caroline Lucas, diputada del Parlamento Europeo por el Partido Verde de Inglaterra y Gales,  representantes del movimiento Blockupy de Alemania, el partido Actúa de Baltasar Garzón y Federico Mayor Zaragoza y Miguel Urbán Crespo, diputado del Parlamento Europeo de Podemos.
A finales de enero de 2019 llegó a un acuerdo con la plataforma española Actúa para presentarse conjuntamente a las elecciones europeas bajo la candidatura European Spring ('Primavera Europea').

## Desarrollo, crítica y recepción
El lanzamiento de la iniciativa recibió amplia cobertura por la prensa internacional. Los principales medios europeos reflejaron en sus reportajes de los días sucesivos tanto el potencial del movimiento, como las principales contradicciones que enfrenta. Varoufakis fue interpelado por la prensa sobre la relación entre su iniciativa y las propuestas que existen por parte de otros líderes de la izquierda europea para enfrentar y manejar la denominada «crisis del neoliberalismo», a saber, la posición de Oskar Lafontaine en Alemania y Jean-Luc Mélenchon en Francia, por una recuperación de la soberanía y un retorno a las monedas nacionales, abandonando el euro. A este punto, posiblemente el más conflictivo debido al enfrentamiento de posiciones opuestas dentro la propia izquierda europea, Varoufakis, ante eso, respondió que rechaza esa propuesta. El énfasis de su movimiento estaría puesto, por el contrario, en la repolitización de Europa como unidad y en la democratización de sus instituciones como manera de hacer frente a las tendencias de separación, fragmentación, competencia y aislamiento.

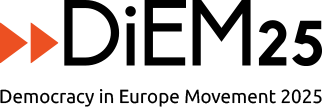
Logotipo Vectorial de DiEM 25

En un artículo titulado «Varoufakis' kleine Internationale gegen Kapitalismus» (en español La pequeña Internacional de Varoufakis en contra del capitalismo), el periódico alemán conservador Die Welt señaló que las propuestas de Varoufakis «harían trizas a Europa en vez de sanarla». En su nota sobre el lanzamiento de DiEM25, señala que esta iniciativa sería producto de que Varoufakis estaría «amargado» por el rechazo de sus ideas. No habría podido aceptar que sus colegas no hayan querido seguirlo y, ya que a nivel nacional no ha podido imponerse, habría concluido que necesita alianzas internacionales. Mientras en Hungría o en Polonia los sectores conservadores apuestan por la emancipación, Varoufakis estaría intentando formar una alianza de toda Europa para defender una política de izquierdas.